# Munnekezeel
Munnekezeel (Stellingwerfs: Munnikezeel; Fries: Munnikeseel) is een buurtschap in de gemeente Weststellingwerf, in de Nederlandse provincie Friesland. Het is de jongste buurtschap van de gemeente.
Het is gelegen in het buitengebied tussen de twee dorpskernen van Munnekeburen en Scherpenzeel in. De plaatsnaam is ook een samentrekking van die twee plaatsnamen. Het vormt al langer een eigen buurtje. De bewoners besloten daarom dat het een eigen buurtschap moest worden en in 2007 werd dit een feit. In 2010 kreeg de buurtschap een eigen vaste plaatsnaambord in het kader van het Polderfeest. In 2017 vierden de bewoners het tienjarig bestaan van de buurtschap met een buurtfeest.